# پرینستن (کارولینای شمالی)
پرینستن (به انگلیسی: Princeton) شهری در ایالت کارولینای شمالی کشور ایالات متحده آمریکا است که جمعیت آن در سرشماری سال ۲۰۱۰ میلادی، ۱٬۱۹۴ نفر بوده‌است.